# Золотая булла (1242)

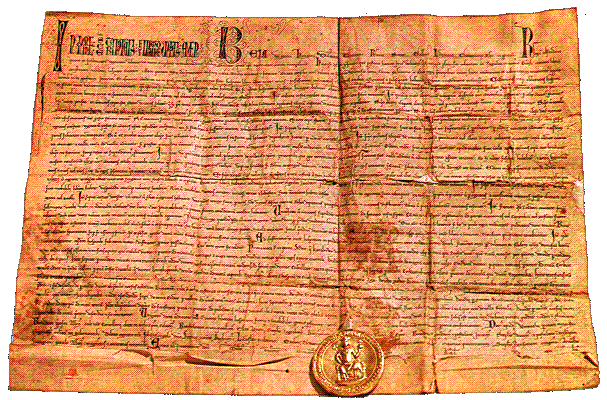
Оригинал Золотой буллы 1242 года

Золотая булла 1242 года — эдикт, которым во времена монгольского вторжения в Европу венгерский король Бела IV даровал жителям населённого пункта Градец права «свободного королевского города». Документ был издан 16 ноября 1242 года в Вировитице, и подтверждён в 1266 году. Оригинал был написан на куске пергамента размером 57 на 46 см, который в настоящее время сохраняется в условиях строгой консервации в Государственном архиве Хорватии, а его копия демонстрируется в Музее города Загреба.

## Предыстория
Весной 1241 года в битве на реке Шайо монголы разбили венгерско-хорватскую армию. Зимой 1241—1242 годов монголы дошли до территории современного Загреба, уничтожили находящиеся здесь населённые пункты и разграбили недавно построенный Загребский собор. После ухода монголов король Бела IV, опасаясь новых вторжений и убедившись, что плохо укреплённые городки не являются препятствием для завоевателей, выпустил ряд документов, поощряющих создание укреплённых городских поселений, одним из которых и была данная Золотая булла.

## Условия
Золотая булла провозглашала, что «Градец на холме Загреб» является свободным королевским городом. Город должен был управляться «городским судьёй» (хорв. gradski sudac, лат. iudex), который ежегодно избирался жителями и выполнял роль мэра. Кроме того, ежегодно, 3 февраля (на День святого Власия), избирались 8 «юристов» (лат. jurati) и 20 членов городского совета. Булла определяла территорию города: к югу от гор Медведница, к западу от ручья Врапчак и к северу от реки Сава. Город был подчинён напрямую королю, что выводило его из-под юрисдикции как окрестных феодалов, так и располагавшихся на соседнем холме Каптол церковных иерархов; в Средние века конфликты между горожанами Градеца и духовенством с Каптола иногда приводили к гражданским войнам. Жители Градеца были освобождены от многих государственных налогов и сборов.
В обмен на привилегии жители были обязаны за свой счёт возвести вокруг Градеца укрепления, что и было сделано в 1266 году. Также они были обязаны предоставлять королю в случае посещения им города «12 быков, 1000 булок хлеба и 4 бочки вина» (в 1266 году это положение было отменено королём), и обеспечивать герцога Славонии или бана Хорватии в случае посещения кем-либо из них города (за всю историю лишь хорватский бан побывал здесь один раз).

## Итоги и последствия
Находящийся на пересечении двух торговых путей окружённый каменными стенами город Градец уже в XIV веке достиг населения в 3000 человек, что сделало его заметным городом по средневековым европейским меркам. Так как здесь разместился монетный двор, а также концентрировалась собираемая в Славонии «королевская тридцатая часть» (лат. tricesima; жители Градеца были от неё освобождены в 1267 году), то город стал финансовым центром венгерско-хорватского королевства.
Градец управлялся «судьёй» вплоть до 1850 года, когда Градец, Каптол и ряд других населённых пунктов были формально объединены в новый город Загреб.